# Un puñado de Datas (Star Trek: La nueva generación)
"Un puñado de Datas" es el octavo episodio de la sexta temporada de Star Trek: La nueva generación, que fue exhibida por primera vez en los Estados Unidos el 9 de noviembre de 1992. Su título es un guiño al título de la película del género "Western Italiano" de Sergio Leone Por un puñado de dólares, o en italiano, Per un pugno di dollari.

## Resumen del guion
Fecha estelar 46271.5. Alexander convence a su padre Worf, de acompañarlo en un viaje al "Viejo Oeste" realizado en la holocubierta. Un no muy conforme Worf representa el papel de sheriff del pueblo Deadwood (Dakota del Sur), aproximadamente en 1870. Alexander es su ayudante y Troi (a cuyo padre le gustaban las historias del Viejo Oeste) con mucho entusiasmo representa el papel del 'extraño misterioso', quien a su vez está "en connivencia con el sheriff, [y]… que aparece poderoso con ese Winchester".
Mientras tanto Data y Geordi experimentan en usar al cerebro de Data como un respaldo para el ordenador de la Enterprise. Un aparentemente pequeño malfuncionamiento se produce. Pronto la programación de Data comienza a reemplazar partes del ordenador de la Enterprise', replicando lo que está almacenado en su memoria. La poesía de Data sobreescribe las líneas de diálogo de Crusher, la música de Picard es sobreescrita por la de Data, y una cantidad de replicadores pueden sólo entregar la comida de gato personalizada de Data (para uso de Spot).
En la holocubierta Worf ha capturado a Eli Hollander — el "Carnicero de Bozeman" quien ha “asesinado 23 hombres” — quien, cuando es encarcelado, comenta “[cuando] mi pa… venga a sacarme de esta caja de latas, [el] enterrador tendrá que trabajar tiempo extra”. El padre de Eli llega a rescatarlo de la cárcel, diciéndolo a Eli, “no te preocupes, hijo, el sheriff lo pagará.” Frank Hollander y su banda han raptado a Alexander para usarlo como cebo. Frank también tiene la apariencia y habla exactamente como Data. Al principio Worf asume que Data ha sido invitado por Troi o Alexander para representar el rol de Frank, pero se vuelve aparente a Worf que algo está seriamente errado cuando le disparan a él (Worf y su brazo es herido por las balas holográficas). Worf y Troi descubren que ellos no pueden finalizar el programa y que las características de seguridad de la holocubierta no están funcionando. La holocubierta comienza a reemplazar todos los personajes con réplicas de Data (de ahí el título del episodio) y Troi descubre que no solo los personajes se parecen físicamente a Data sino que también tienen la fuerza, velocidad y reflejos de Data. Ellos se dan cuenta de que si pueden continuar y terminar la historia hasta su fin, el programa terminará por su cuenta. Para ese fin, Worf y Troi hacen un trato con Frank: Eli será intercambiado por Alexander.
Worf piensa que todo está listo, pero Troi sabe que los forajidos no se preocupan del honor, y ciertamente tratarán de matarlos a todos. Ellos construyen un escudo deflector personal energizado por un comunicador y construido a partir de componentes de un "telégrafo de anciano Newsom" para proteger a Worf de las mortales balas holográficas. Durante el tiroteo los forajidos son derrotados pero el programa no finaliza hasta que Data, en el personaje de una mujer enamorada, "Miss Annie", se lanza hacia los brazos de Worf. Finalmente el programa finaliza, para el gran alivio de Worf.
Geordi determina la causa de las fallas a bordo de la nave y las corrige. Data le cuenta a Riker: “Puede quedar tranquilo, Comandante. Arreglaremos todo para la hora de la cena.” 
Más tarde, en su habitación, Alexander le pregunta a su padre si le gustaría visitar Deadwood nuevamente, y sonríe cuando Worf le responde “el pueblo de Deadwood puede enfrentar el peligro nuevamente. Si ellos lo hacen, entonces necesitarán un Sheriff… y un ayudante del sheriff.”